# Aulo Ducênio Gêmino
Aulo Ducênio Gêmino (em latim: Aulus Ducenius Geminus) foi um senador romano conhecido por ter sido prefeito urbano de Roma nomeado por Galba durante o ano dos quatro imperadores. Com fortes ligações familiares com a cidade de Patávio, Gêmino é um dos três consulares da gente Ducênia que o historiador Ronald Syme identifica como sendo naturais da cidade — os outros dois são Caio Ducênio Próculo, cônsul em 87, e Públio Ducênio Vero, cônsul em 96.

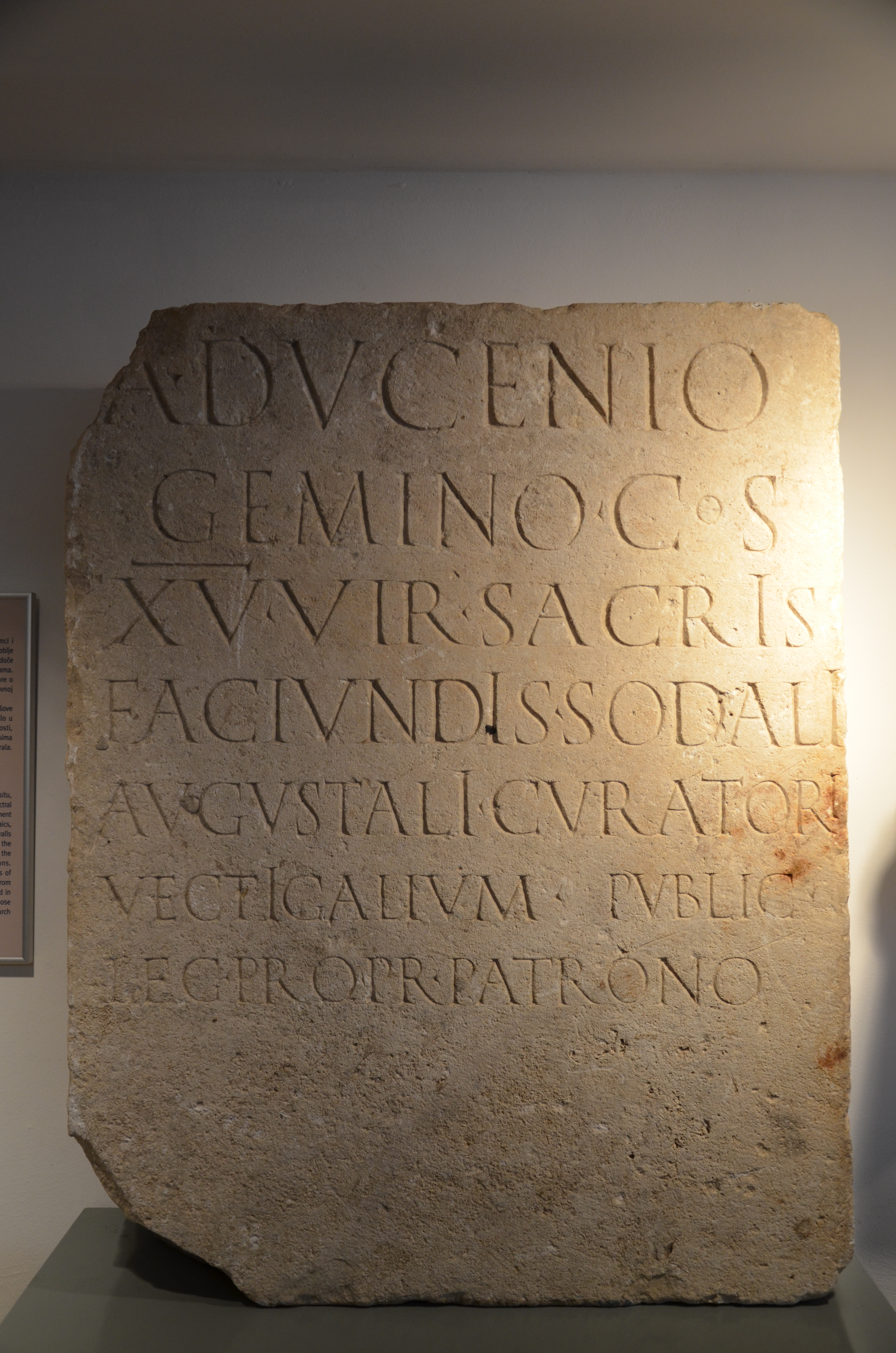
ILJug 3, 1879

## Carreira
A maior parte da carreira de Gêmino é conhecida através de uma inscrição acéfala (não se conhece o nome do homenageado) recuperada em Epidauro na Grécia. Werner Eck defende que sujeito desta inscrição é Gêmino. O primeiro cargo citado é o de questor na província de Creta e Cirenaica, o que já o qualificaria como membro do Senado Romano. Em seguida, ele foi eleito para a tradicional magistratura republicana de tribuno da plebe. Em seguida, há uma lacuna na inscrição, mas é possível assumir que ele foi pretor, pois em seguida ela cita que ele foi cônsul sufecto.
A data de seu consulado, porém, é incerta. As autoridades mais antigas aceitam o argumento de Edmund Groag de que Gêmino teria sido cônsul sufecto em 54 ou 55. Porém, Eck demonstrou depois que um nundínio em 60 ou 61 seria mais provável. Syme, endossa esta última tese e acrescenta que Gêmino pode ter sido nomeado para o consulado por indicação de Lúcio Vitélio, um dos condes de Nero, assim como foram Tito Clódio Éprio Marcelo e Lúcio Júnio Quinto Víbio Crispo. Seja como for, qualquer das duas datas se alinha com o seu próximo cargo conhecido: em 62, o imperador Nero nomeou Gêmino, juntamente com Lúcio Calpúrnio Pisão e Aulo Pompeu Paulino, para uma comissão senatorial responsável pelas receitas públicas. Segundo a inscrição de Epidauro, depois de ter sido cônsul, Gêmino, também foi quindecênviro dos fatos sagrados e sodal augustal. Depois disto, Gêmino foi nomeado governador da Dalmácia e recebeu ordem de liderar uma expedição militar na Ilíria; Syme afirma que este mandato ocorreu antes de 69.
Galba nomeou Gêmino para substituir Tito Flávio Sabino como prefeito urbano de Roma. Tácito menciona a presença de Gêmino numa reunião na qual Galba anunciou, em 10 de janeiro de 69, que nomearia Lúcio Calpúrnio Pisão como seu herdeiro aparente, a decisão que enfureceu Otão e deu início ao "ano dos quatro imperadores". Gwyn Morgan suspeita que a motivação de Galba era manter as coortes urbanas sob controle através de aliado de confiança, mas Syme, por outro lado, suspeita da influência de alguém na corte de Galba, "talvez amigos de Trásea Peto que voltavam do exílio ou, neste assunto, o consular Sílio Itálico não deve ser descartado tão rapidamente, a despeito de suas recentes atividades questionáveis". Depois do assassinato de Galba e da ascensão de Otão como imperador, Gêmino perdeu o posto e Flávio Sabino foi restaurado.
Gêmino de alguma forma conseguiu sobreviver ao caos daquele ano. A inscrição de Epidauro e uma outra de Filadélfia atestam que ele foi procônsul da Ásia. Apesar de autoridades mais antigas, que aceitam a proposta de Groag para o consulado de Gêmino, geralmente datam o seu mandato como governador em 68-69. A investigação mais recente de Eck sugere uma data de 73-74. Sua vida depois disto é desconhecida; como ele já estava com mais de cinquenta anos quando terminou o mandato proconsular na Ásia, é possível que ele tenha morrido logo depois.